# Äijänsaari (ö i Birkaland, Tammerfors, lat 61,37, long 24,32)
Äijänsaari är en ö i Finland. Den ligger i sjön Pälkänevesi och i kommunen Pälkäne i den ekonomiska regionen Tammerfors och landskapet Birkaland, i den södra delen av landet, 140 km norr om huvudstaden Helsingfors. Öns area är 0,2 hektar och dess största längd är 100 meter i öst-västlig riktning.